# Флюгер

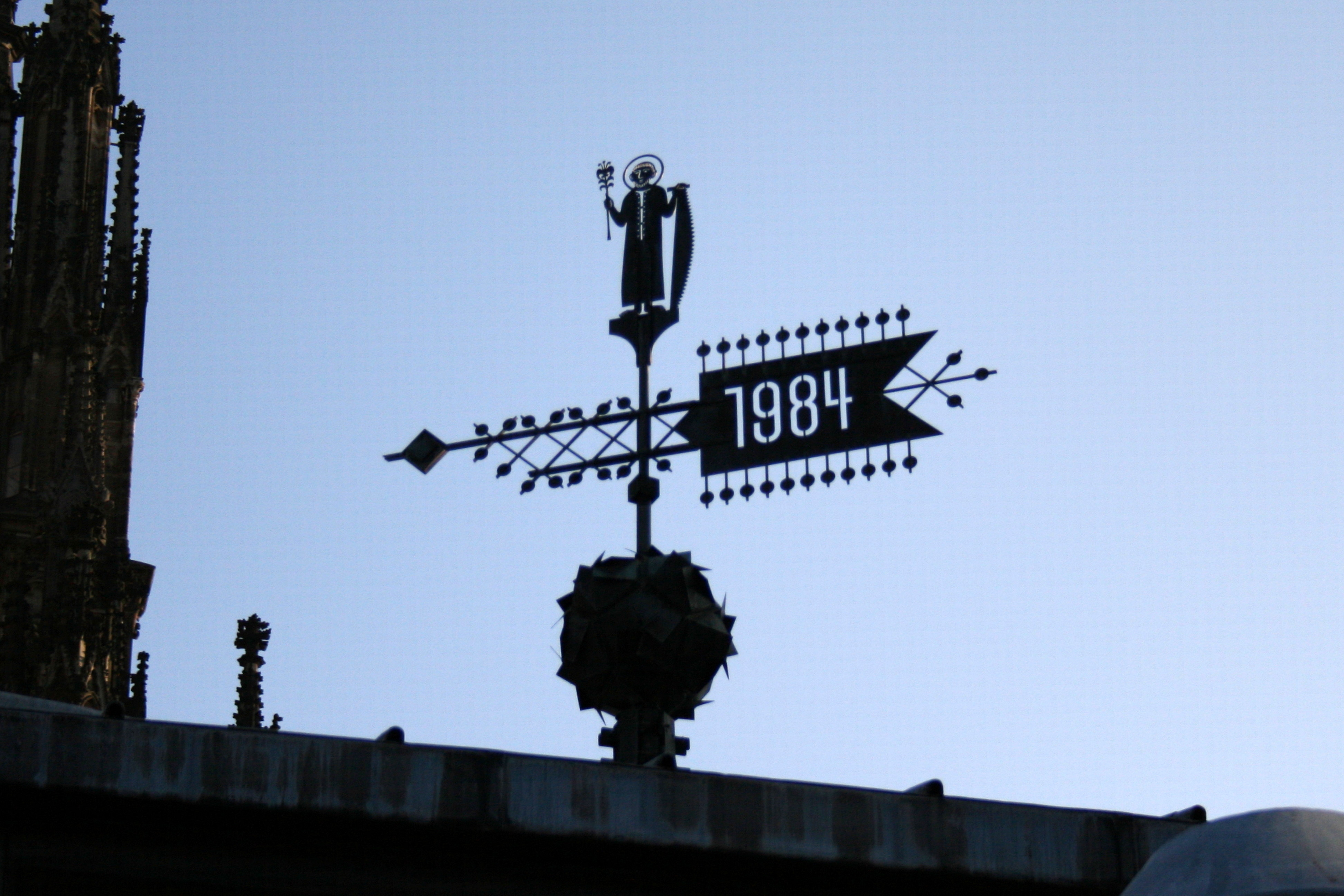
Флюгер на Кельнському катедральному соборі.

Флю́гер (від нід. vleugel — «крило», через російське посередництво) — прилад для визначення напрямку і швидкості вітру, один з давніх винаходів людства. Ще в середньовічній Європі особливо популярними були флюгери у портових містах. Основне призначення їх було — вказувати напрямок вітру. Найчастіше флюгери можна було побачити на куполах церков і соборів. Поступово їх почали встановлювати на фортечних вежах і житлових будинках. Найпоширеніша і широко відома форма флюгера — півень. Існують різні історії, легенди й казки, пов'язані з флюгером, — це говорить про те, що флюгер поступово стає не просто покажчиком напряму вітру, а ще й таким собі талісманом або оберегом будинку. З часом ковалі стали виготовляти справжні шедеври, робили флюгери все вишуканіше і витонченіше. Так з'явилася ще одна функція флюгера — прикраса будинку, показник його індивідуальності і смаку господаря. В останні десятиліття цей елемент дизайну даху був незаслужено забутий, і тільки зовсім недавно став популярним серед власників заміських будинків і дачних ділянок. Флюгери бувають найхимерніших і незвичайних форм: тварини, комахи, кораблі, літаки, знаки зодіаку, казкові персонажі… Сучасні флюгери найчастіше виготовляють із сталі або міді. Зазвичай розмір флюгера для будинку становить 40-80х70 см. Флюгер складається з обертової деталі — флюгарки з покажчиком сторін, рози вітрів і стійки.

## Галерея

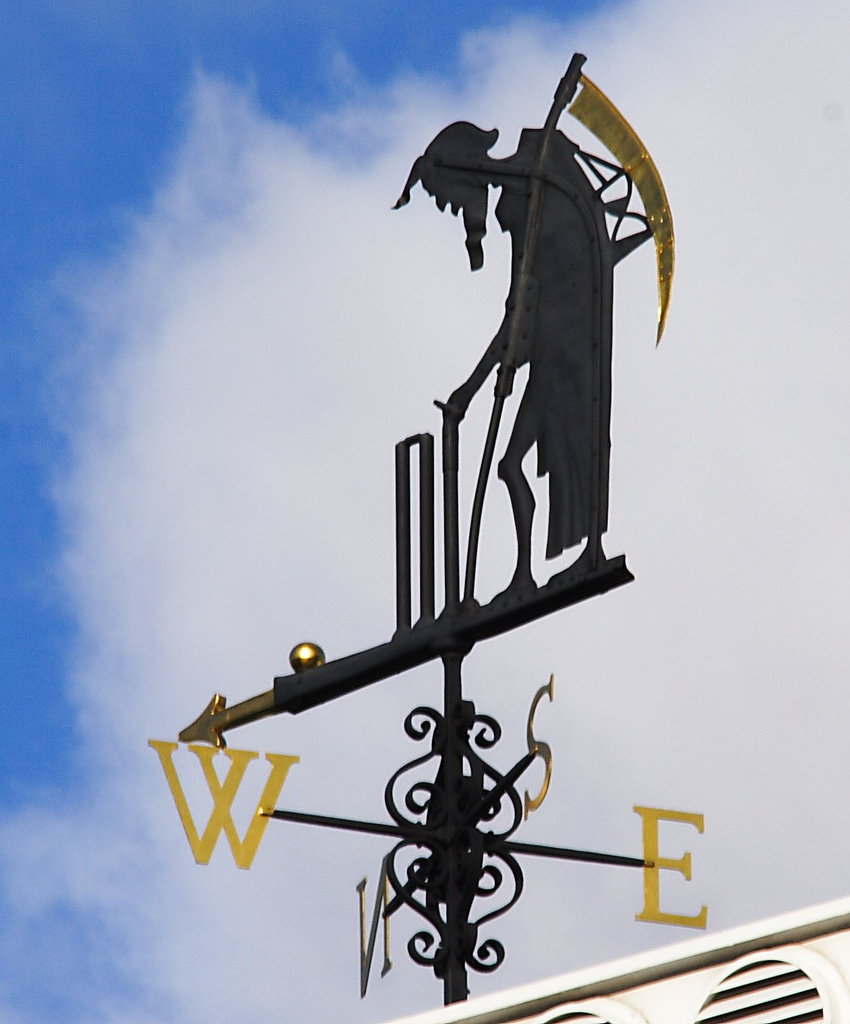
Флюгер у вигляди Бога Хроноса
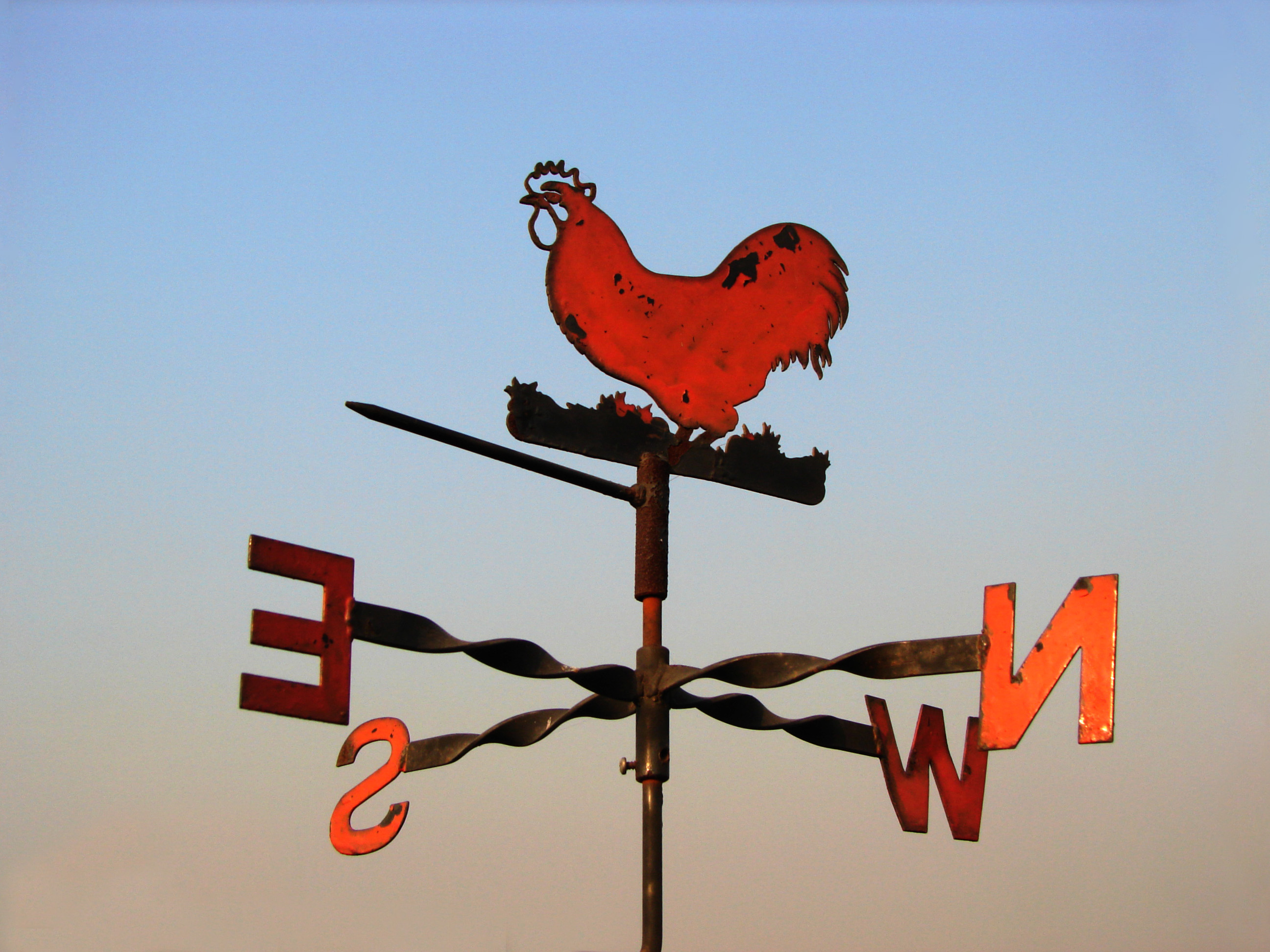
Півень — часто зображувана птиця на флюгерах
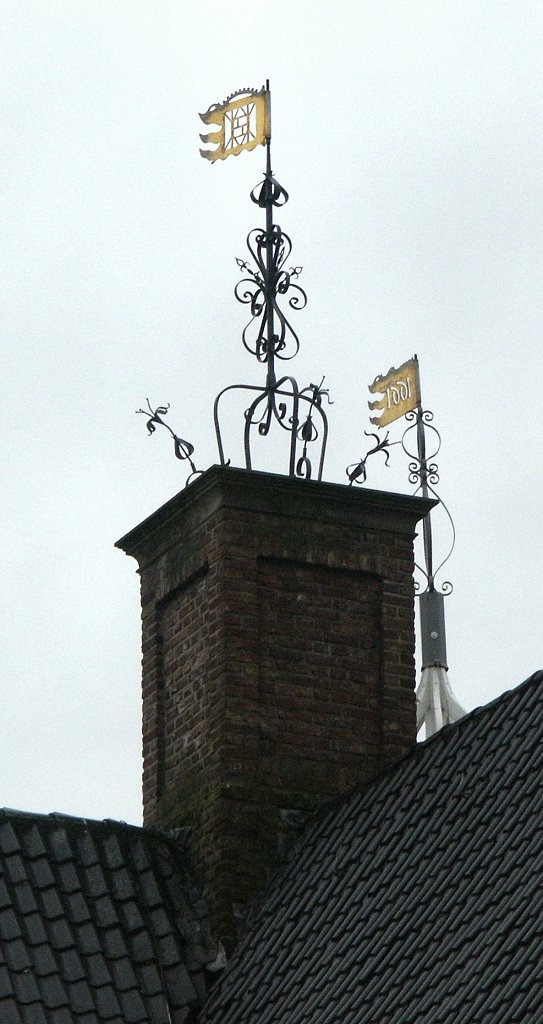
Флюгери-прапори
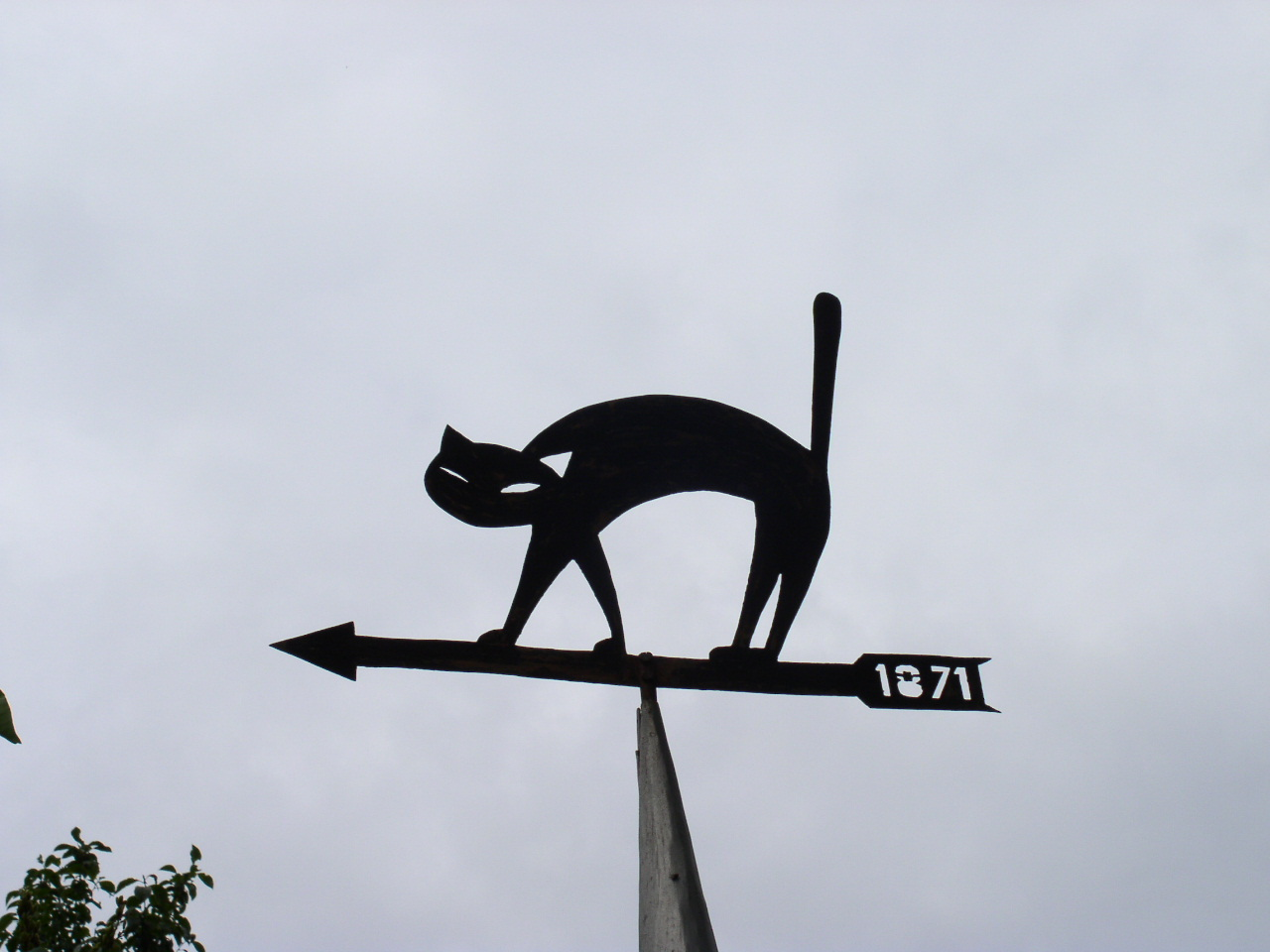
Флюгер, вулиця Ужгорода
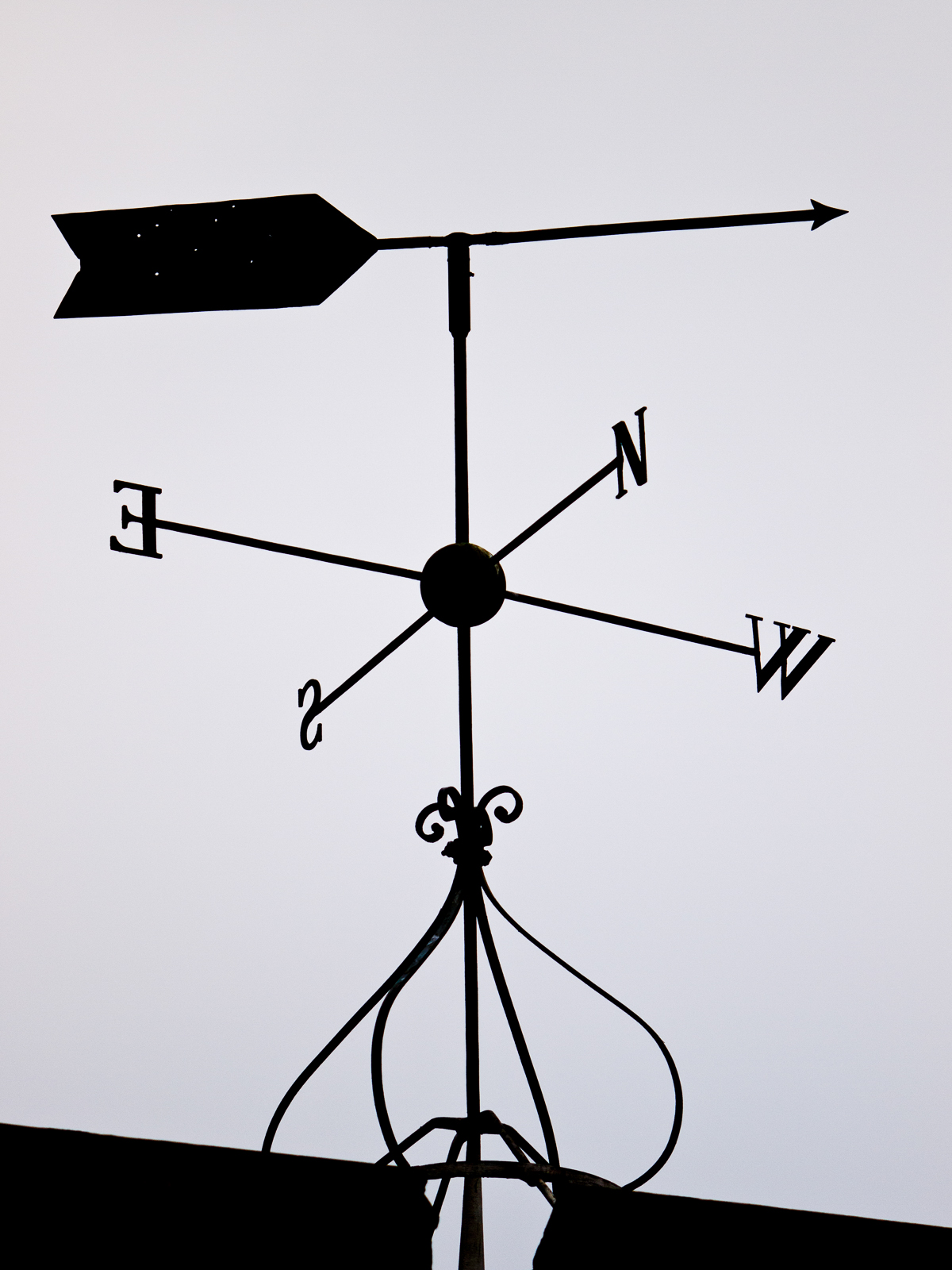
Флюгер, Воронцовський палац (Алупка)